# Kabinett Eichel II
Das Kabinett Eichel II bildete vom 5. April 1995 bis 7. April 1999 die Landesregierung von Hessen. 
Nach der Landtagswahl 1995 wurde Hans Eichel am 5. April 1995 mit den Stimmen der rot-grünen Mehrheit zum Ministerpräsidenten wiedergewählt. Die Vereidigung der Minister erfolgte noch am selben Tag.

## Kabinett
| Amt                                                 | Name | Partei                   | Partei | Staatssekretäre |
| --------------------------------------------------- | --- | ------------------------ | ------ | --- |
| Ministerpräsident                                   | Hans Eichel |                          | SPD    | Hans Joachim Suchan (Chef der Staatskanzlei) Klaus-Peter Schmidt-Deguelle Norbert Schüren                                  |
| Stellvertreter des Ministerpräsidenten              | Rupert von Plottnitz                                                                                                  |                          | Grüne  | |
| Justiz und Europaangelegenheiten                    | Rupert von Plottnitz                                                                                                  | Kristiane Weber-Hassemer | Grüne  | |
| Inneres und Landwirtschaft, Forsten und Naturschutz | Gerhard Bökel |                          | SPD    | Heinz Fromm |
| Finanzen                                            | Karl Starzacher |                          | SPD    | Harald Noack |
| Frauen, Arbeit und Sozialordnung                    | Barbara Stolterfoht                                                                                                   |                          | SPD    | Dietmar Glaßer |
| Kultus                                              | Hartmut Holzapfel |                          | SPD    | Christiane Schmerbach |
| Wissenschaft und Kunst                              | Christine Hohmann-Dennhardt                                                                                           |                          | SPD    | Rolf Praml |
| Umwelt, Energie, Jugend, Familie und Gesundheit     | Iris Blaul (bis 10. Oktober 1995) Margarethe Nimsch (10. Oktober 1995 – 24. März 1998) Priska Hinz (ab 24. März 1998) |                          | Grüne  | Rainer Baake (bis 28. Oktober 1998) Johannes Schädler (5. Mai 1995 – 26. September 1995) Uwe Günther (ab 3. November 1998) |
| Wirtschaft, Verkehr und Landesentwicklung           | Lothar Klemm |                          | SPD    | Matthias Kurth |